# شاني بويسن
شاني بويسن (بالإنجليزية: Shane Booysen)‏ (23 نوفمبر 1988 بكيب تاون في جنوب أفريقيا - ) هو لاعب كرة قدم جنوب أفريقي في مركز الهجوم. لعب مع أياكس كيب تاون وبنوم بنه كراون وRBAC F.C. ‏ وBangkok Christian College F.C. ‏ وIkapa Sporting F.C. ‏.

## وصلات خارجية
- شاني بويسن على موقع قاعدة بيانات كرة القدم.إي يو (الإنجليزية)
- شاني بويسن على موقع Soccerway.com (الإنجليزية)